# Costa Rica aux Jeux olympiques d'hiver de 1988
Le Costa Rica participe aux Jeux olympiques d'hiver de 1988, qui ont lieu à Calgary au Canada. Ce pays, représenté par deux athlètes, prend part aux Jeux d'hiver pour la troisième fois de son histoire. Il ne remporte pas de médaille.

## Résultats

### Ski alpin
Hommes
| Athlète      | Épreuve      | Manche 1      | Manche 2      | Total         | Total |
| Athlète      | Épreuve      | Temps         | Temps         | Temps         | Rang  |
| ------------ | ------------ | ------------- | ------------- | ------------- | ----- |
| Julián Muñoz | Slalom géant | 1 min 38 s 71 | 1 min 41 s 88 | 3 min 20 s 59 | 68    |
| Arturo Kinch | Slalom géant | 1 min 26 s 71 | 1 min 23 s 12 | 2 min 49 s 83 | 62    |
| Julián Muñoz | Slalom       | 1 min 30 s 10 | 1 min 26 s 62 | 2 min 56 s 72 | 51    |

### Ski de fond
Homme
| Épreuve | Athlète      | Course            | Course |
| Épreuve | Athlète      | Temps             | Rang   |
| ------- | ------------ | ----------------- | ------ |
| 15 km   | Arturo Kinch | 59 min 37 s 9     | 82     |
| 30 km   | Arturo Kinch | 2 h 16 min 20 s 2 | 87     |